# Chondropsis favosa
Chondropsis favosa är en svampdjursart som beskrevs av Marshall 1880. Chondropsis favosa ingår i släktet Chondropsis och familjen Chondropsidae. Inga underarter finns listade i Catalogue of Life.